# Јестива гљива
Јестиве гљиве су оне печурке, али и друге гљиве које се користе у људској исхрани.

## Историјат
Људи су употребљавали гљиве у исхрани још у доба Вавилонаца, старих Египћана, али и Индијанаца. Такође су их користили и у Кини и Јапану пре неколико хиљада година, не само у кулинарству, већ и због лековитости појединих врста. Стари филозофи су јела спремљена од гљива називали „царском храном“, па чак и „храном богова“.

## Хранљивост
Гљиве се користе готово у свим светским кухињама због пријатног укуса, али и богатства потребних супстанци. Попут других живих бића, гљиве се највећим делом састоје из воде (75-93%) и протеина (2,5-7%), али су значајни и њихови други састојци: угљени хидрати, неки минерали (посебно је значајно присуство фосфора), као и витамини A, C, B1, B2, а код неких врста и D и K. Такође, ароматични састојци чине да гљиве могу бити зачин јелима и значајно подићи њихов квалитет. Оно што се може замерити гљивама је то што су тешко сварљиве, па је препоручљиво сецкати их или чак самлети пре употребе.

## Припрема
Гљиве се брзо кваре, посебно у топлим месецима, па њихова припрема почиње још на терену. Препорука је да се сакупљају у корпама од плетеног прућа баш зато да би се спречило кварење. Такође, лети их треба јести истог дана када су и убране.
|  | Опис гљиве у овом чланку није потпун нити је довољан за коректну и сигурну идентификацију гљиве. Непажњом врло лако се јестиве гљиве могу помешати са отровним. Уколико се поједу отровне уместо јестивих гљива, може доћи до тешких оштећења појединих органа, или до смрти оног који их је појео. Aко желите да скупљате гљиве, не препоручује се коришћење описа из овог чланка за препознавање, већ да се обавестите о изгледу и начину препознавања код неког стручњака за гљиве. |

## Галерија јестивих гљива
- (Циганин)
- (Липка)
- (Велика печурка)
- (Благва)
- (Црни вргањ)
- (Летњи вргањ)
- (Ђурђевка)
- (Брезов дјед)
- Вргањи
- Вргањ
- Вргањ из Шумадије